# Canthidium lebasi
Canthidium lebasi är en skalbaggsart som beskrevs av Edgar von Harold 1867. Canthidium lebasi ingår i släktet Canthidium och familjen bladhorningar. Inga underarter finns listade.